# 华斑盖蛛
华斑盖蛛（学名：Neriene decormaculata）为皿蛛科盖蛛属的动物。在中国大陆，分布于湖北、福建等地，主要生活于灌木丛。该物种的模式产地在湖北神农架。